# فاطمة ريما
فاطمة ريما واسمها الكامل فاطمة إسماعيل سلمان أحمد (وُلدت في 14 فبراير 1937 في سلواد شمال شرق رام الله - وتُوفيت في 2 يونيو 2020.) هي مناضلة فلسطينية وأيقونة ثورية قاومت الاحتلال الإسرائيلي وانضمت للخلايا العسكرية المسلحة لحركة فتح، تُعتبر أولى المعتقلات في بلدة سلواد بعد النكسة، من أسرة ريفية مقاومة، حيث استُشهِدَ أخوها عبد الإله في إحدى دوريات المقاومة في الأغوار عام 1968.

## مشاركتها في المقاومة
تطوعت في لجنة الإسعاف والجرحى في إبان حرب عام 1967، ورفضت مظاهر الاستسلام ورفع الرايات البيض على أسطح منازل بلدتها، وحثت الأهالي على البقاء في بلدهم وعدم النزوح إلى الأردن. وساهمت بشكل فعال في تلك الفترة في مشاريع نسج ثياب المقاومين وحياكة أعلام فلسطين.
التحقت بالمقاومة المسلحة بواسطة أخوها الشهيد عبد الإله، بعد أخذها لدورة تدريبية على السلاح في الأردن عام 1968، حيت انضمت لخلية عسكرية بقيادة خالها عز الدين النجار، وتركز دورها في تقديم الدعم اللوجستي الحيوي للخلية، حيث استقبلت الأسلحة من قواعد المقاومة الفلسطينية في الخارج وقامت بإخفاءها، وكانت وسيلة تواصل بين قيادة المقاومة في الأردن وخليتها في الضفة، وقد قامت الخلية بعدد من العمليات العسكرية التي استهدفت جنود الاحتلال.

## في الاعتقال
تعتبر أول أسيرة في بلدتها، حيث اعتقلتها قوات الاحتلال في المرة الأولى أسوة بإفراد خليتها في منتصف شهر آب/ أغسطس عام 1969، وحكمت بثلاث سنوات ونصف، وهدم الاحتلال منزلها، ومنعها من السفر ثمانية عشر عامًا.
وأعاد الاحتلال اعتقالها بعد استمرارها في فعلها المقاوم في شهر آذار/ مارس عام 1971، تعرضت خلاله لتحقيق قاسٍ، وحكمت بالسجن ستة أشهر.